# 萬浪大輔
萬浪 大輔（まんなみ だいすけ、1980年2月20日 - ）は、日本の男性ファッションモデル・俳優。血液型はB型。東京都在住。T180／B98／W80／H96／S27.5。

## 来歴
大阪体育大学在学中にモデルとして芸能活動を始める。
大学卒業後、保健体育教師として高等学校、中学校、養護学校で６年間勤める。
教師退職後、田中秀彦演出の舞台「桜の森の満開の下」(坂口安吾原作)にて役者デビュー。
上京後すぐに野田秀樹脚本・演出の舞台「ザ・キャラクター」に出演。モデル、俳優として映画、CMを主に出演
2012年
演劇ユニット「BACK ATTACKERS」の主宰として演出を手掛ける。　
現在は脚本、演出、役者ときどきモデルとして活動している。

## 出演

### 映画
- ミロクローゼ（石橋義正監督　2012年公開）
- BLACKRINA（石橋義正監督　2010年公開）

### 舞台
- ザ・キャラクター（野田地図演出）
- 桜の森の満開の下（田中秀彦演出）
- 治ちゃん犬に咬まれる（山田恵里香演出）
- LOSS/ReCover（主演）

### ドラマ
- ビート（奥田瑛二監督）
- 人間昆虫記（手塚治原作）

### CM
- 外為オンライン
- スズキパレットSW
- 福井新聞
- KCN（近畿ケーブルネットワーク）

### PV
- NTTDoCoMo

### Show
- 東京コレクション
- 神戸コレクション
- Sweetコレクション
- adidas
- GAS
- pepe jeans
- LOIS
- BROWN BUNNY
- Stra Raggio
- aria company
- seven
- Amazon life

### スチール
- Men'sJOKER
- リクルート
- COVER
- RIOBER
- ゼクシィー
- SPA!
- Meets
- リーボック
- ナリス化粧品
- パナホーム
- 阿含の星まつり

### その他コンテンツ
- 酒男子チャンネル（2021年-、ドラフト[3]）